# Arena ferrífera

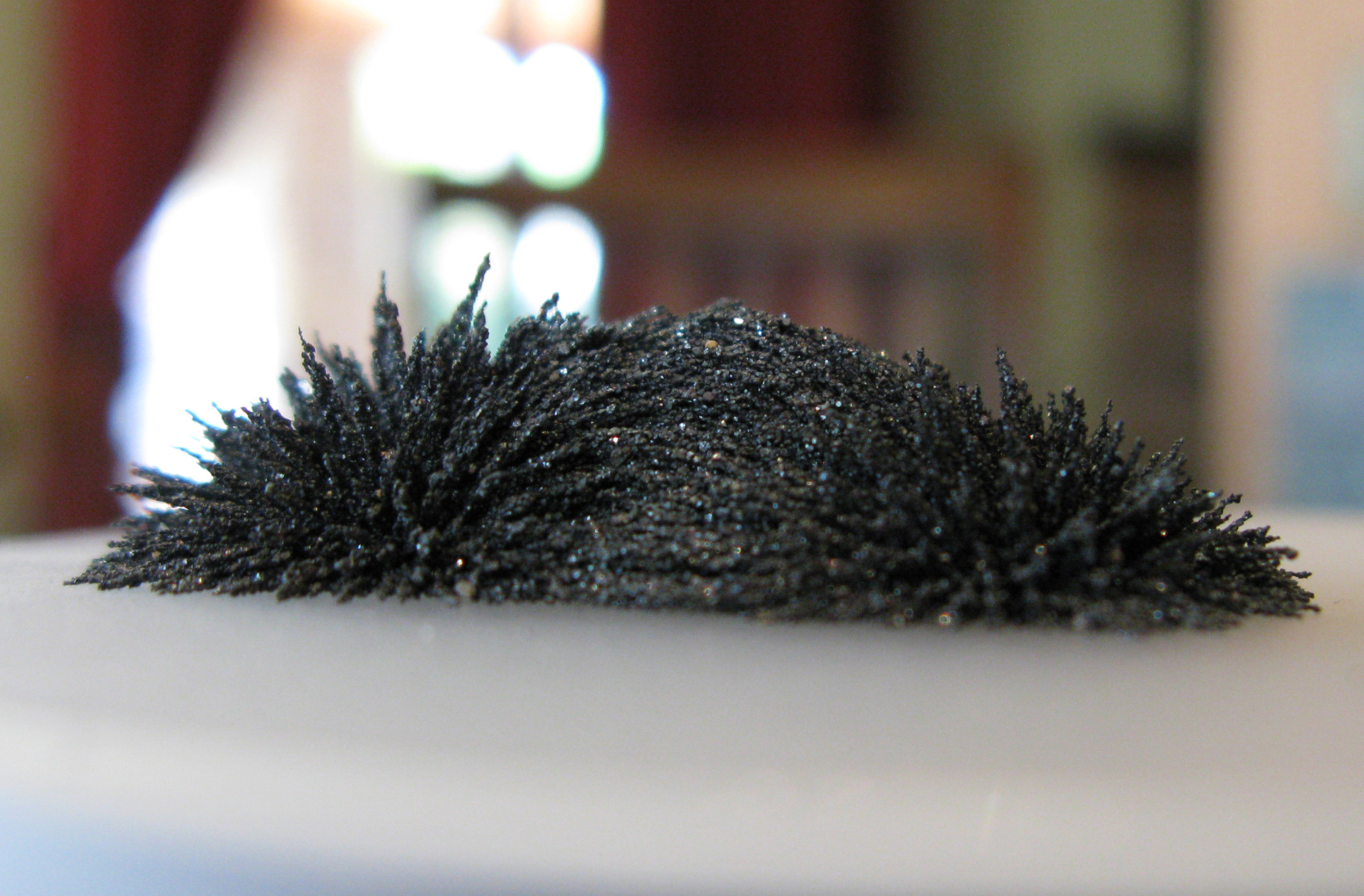
Arena ferrífera de Phoenix, Arizona, atraída por un imán.

La arena ferrífera, también denominada arena de magnetita o arena negra, es un tipo de arena con concentraciones altas de minerales pesados pulvurentos, mayormente de magnetita (Fe3O4); aunque en ocasiones puede estar constituido por óxidos de estaño o por ilmenita. Suele contener también pequeñas cantidades de titanio, sílice, manganeso, calcio o vanadio. Suele ser de color gris oscuro o negruzco.
Tiende a calentarse cuando recibe los rayos del sol directamente, lo que provoca temperaturas suficientemente altas como para causar quemaduras leves. Esto sucede sobre todo en playas turísticas como las de Islas Canarias o de Piha (Nueva Zelanda).

## Localización y usos
La arena ferrífera se puede encontrar en muchas partes del mundo. Aunque se compone mayormente de magnetita, este tipo de arena se suele mezclar en la naturaleza con otros tipos de arenas que son arrastradas río abajo o por las laderas desde depósitos montañosos o submarinos. La composición exacta de la mezcla puede variar drásticamente incluso en una misma región geográfica, ya que los minerales de los que se compone la arena se recogen a lo largo de la trayectoria de los lechos, vetas o inclusiones de magnetita, en ocasiones transportándose con la corriente del agua a grandes distancias. En algunas áreas, la arena puede contener principalmente cuarzo; en otras áreas puede estar constituida principalmente por roca volcánica como el basalto, dependiendo de los tipos de minerales que se encuentren en el transcurso hacia el agua. Al ser más pesada que las otras arenas, a menudo se deposita en áreas donde el agua experimenta un cambio repentino de dirección o de velocidad, como el ensanchamiento de un río o donde las olas fluyen o rompen contra la costa.
Antiguamente la arena utilizada para la minería generalmente contenía entre 19 % y 2 % de magnetita. La arena ferrífera se separaba del resto de la arena lavándola en cajas de esclusa (un método similar al bateo de oro pero a mayor escala) debido a que la magnetita suele ser más pesada que el cuarzo, el feldespato u otros minerales. La separación en este tipo de procedimientos generaba concentraciones de magnetita que variaban de 30 % a 50 %, según el tipo de arena y el método utilizado. A principios del siglo XX se desarrolló un proceso de separación magnética que podía producir concentraciones de hasta 70 %. Una vez concentrados, los granos de magnetita podrían fundirse en varias mezclas de hierro, pero el producto final a menudo contenía otras impurezas metálicas, como cromo, arsénico o titanio. Debido a la disponibilidad de este tipo de arena, las operaciones mineras con frecuencia se movían de un lugar a otro, buscando nuevos yacimientos.

### Europa
La arena ferrífera se encuentra en algunos lugares de Europa, como en el río Dee, en la zona escocesa de Aberdeenshire, donde suele contener 85.3 % de óxido de hierro, 9.5 % de dióxido de titanio, 1.0 % de arsénico y 1.5 % de sílice y óxido de aluminio.

### Islas Canarias
En el Archipiélago canario se encuentra a menudo mezclada con arenas volcánicas basálticas. Por ejemplo, se puede encontrar en Tenerife, donde los granos de magnetita contienen una cantidad muy alta de titanio y otras impurezas. La composición típica es 79.2 % de óxido de hierro, 14.6 % de dióxido de titanio, 1.6 % de óxido de manganeso, 0.8 % de sílice y óxido de aluminio, y pequeñas cantidades de cromo.

### Estados Unidos
En Estados Unidos se puede encontrar especialmente en el área de Nueva York, en el sur de California, en Nueva Inglaterra y en la zona de los Grandes Lagos, donde a menudo se encuentra mezclada con arena de feldespato, altas cantidades de cromo y titanio, y a veces con especímenes de granate brillantes. En el siglo XIX, la arena de hierro se solía usar como áridos para trabajos de hormigón y mampostería, o más raramente como materia prima para la producción de acero.

### Nueva Zelanda
En Nueva Zelanda se encuentra sobre todo en la costa oeste de Isla Norte, formando las características playas de arena negra de la zona, así como el fondo marino circundante. Esta arena, que se produjo a partir de la erosión oceánica de la roca volcánica de erupciones que ocurrieron en la época del Pleistoceno, se acumula en la costa formando dunas negras en las playas. La magnetita se mezcla con arena derivada de andesita y riolita. Suele contener grandes cantidades de titanio, por lo que se la conoce a veces como titanomagnetita. La mezcla de arena contiene entre 5 % y 40 % de magnetita.
Debido a que Nueva Zelanda tenía pocos yacimientos de hierro, algunos de los primeros colonos lo habían utilizado para fabricar acero y arrabio, pero el material no se podía trabajar en ferrerías de monte o altos hornos comunes. Algunas empresas de fundición a finales del siglo XIX y principios del XX intentaron aprovechar este material, pero no lo consiguieron, ya que el acero resultante tendía a formar carburos duros y quebradizos, debido a la naturaleza arenosa y al alto contenido de titanio. En 1939 se formó una comisión para estudiar las propiedades del mineral e idear un procedimiento para fundirlo a escala industrial. La comisión determinó que, al sinterizar la arena en trozos o gránulos más grandes, se podrían eliminar los problemas de fundir la arena en un alto horno. Sin embargo, en ese momento comenzó la Segunda Guerra Mundial y se suspendió el desarrollo de estas nuevas técnicas, hasta que se reanudaron a finales de la década de 1960, produciendo la primera remesa de acero en 1969, siendo el único país que utiliza hierro y arena para la fundición industrial. La composición habitual de la magnetita es de 82 % de óxido de hierro, 8 % de dióxido de titanio, 8 % de sílice, 0.015 % de azufre y 0.015 % de fósforo, por lo que en un porcentaje ideal de 100 % magnetita acabaría produciéndose un 58 ̬̯% de hierro. El titanio es irrecuperable mediante las técnicas modernas.
La empresa minera New Zealand Steel extrae 1,2 millones de toneladas de titanomagnetita para la fabricación de acero. En la zona de Taharoase llegan a producir hasta 4 millones de toneladas para exportación, mayormente a China y a Japón. Una propuesta de Iron Ore NZ Ltd. para aumentar la minería en el suelo marino de la costa de Taranaki hizo estallar una lucha de resistencia de los maoríes y otros grupos locales en 2005, gracias a la cual en 2011 se aprobó el Tratado de áreas marinas y costeras de 2011 (Takutai Moana), el cual protege los espacios naturales y la cultura tradicional maorí.

### Japón
La minería no se practicó en Japón hasta los siglos VII u VIII. Antes de ello, todos los metales eran importados desde China y Corea. Los depósitos de mineral de hierro eran escasos en Japón, por lo que alrededor del siglo VIII la tecnología de fabricación de hierro se desarrolló con la arena ferrífera como ingrediente primario principal, aparte del mineral que era importado. Los japoneses desarrollaron para este propósito un tipo de horno especial, llamado tatara, ya que la obtención del arrabio es muy difícil de realizar en una ferrería de monte normal o en un alto horno. A diferencia de otros métodos, el carbón se apila sobre la arena y se funde desde arriba, evitando que la arena sea arrastrada por el aire de los fuelles.  
En Japón la arena ferrífera mayormente se encuentra en dos composiciones diferentes: la del tipo masa y la akome. El tipo masa se compone de una mezcla con arena de cuarzo que es arrastrada de las montañas graníticas y que contiene pocas impurezas u otros óxidos metálicos. Tradicionalmente se usaba para elaborar hierro forjado o acero, y se fabricaban todo tipo de herramientas o utensilios de cocina, pero su uso más conocido es el empleado en la fabricación de las espadas japonesas tradicionales.
El tipo de arena ferrífera de tipo akome se encuentra mezclada con arena proveniente de un tipo de roca ígnea llamada diorita. La magnetita en este tipo de mezcla contiene a menudo más de 5 % de dióxido de titanio, lo que reduce la temperatura de fundición. El akome se usa en la tatara para producir arrabio, que es empleado para forjar herramientas de hierro fundido. En la fabricación de acero, el akome se agrega a la tatara durante la etapa inicial de fundición, actuando como aglutinante y catalizador para la producción del acero, y posteriormente se vierte la arena ferrosa de tipo masa. Con esta técnica, por cada 100 partes de arena se consiguen nueve partes de arrabio, 10 de acero y 10 de escoria. Se puede variar la cantidad modificando la mezcla según el material que se esté deseando.

### China
A diferencia del resto de Eurasia y de África, hay muy poca evidencia arqueológica que sugiera que la ferrería de monte fuera una práctica extendida en la antigua China. El territorio chino era rico en depósitos tanto de mineral de hierro (con un alto contenido en fósforo) como de carbón, por lo que ya alrededor del año 1200 a. C. los chinos habían desarrollado diferentes métodos para producir hierro fundido. Aunque el metal fuera mucho más frágil, este método les permitía producir hierro en cantidades y rendimientos muy superiores a los obtenidos con la técnica de la ferrería de monte. En el siglo I a. C., la industria del hierro en China era, con mucho, la más grande y avanzada del mundo, ya que dominaban, entre otras cosas, el arte del pudelaje, la producción de acero al carbono, o el proceso químico de la decarbonización rápida del arrabio líquido para obtener hierro forjado, utilizando las propiedades de oxidación del salitre. Este procedimiento, también llamado proceso Heaton, fue descubierto independientemente por John Heaton en la década de 1860. China siguió siendo el mayor productor mundial de hierro hasta el siglo XI, fabricando grandes cantidades de hierro y acero.
Donald B Wagner, un experto en metalurgia china antigua, señala que los intentos de rastrear la historia del uso de la arena ferrífera no son concluyentes. Algunas fuentes indican que su uso se podrá encontrar ya en la poca de la dinastía Tang (aproximadamente en los 700-900 DC). Otras fuentes parecen contradecir esta interpretación. Debido a numerosos desastres como guerras, invasiones, hambrunas, sobrepoblación, una creciente epidemia de opio y enfrentamientos entre varias tongs de mineros, existe muy poca información acerca de la industria entre los siglos XI y XIX, hasta la llegada de un minero europeo llamado Felix Tegengren, que describió la decadente industria china del momento. Tegengren señaló que los granjeros de las regiones de Henan y Fujian extraían hierro mediante cajas de esclusa y lo fundían sobre fuegos de carbón para fabricar herramientas, pero implicaba mucho trabajo y resultaba demasiado costoso. Estas prácticas solo se realizaban en las zonas donde había suficiente madera para el fuego y/o cuando no se disponía de acero a un precio asequible. Por lo tanto, en China la arena ferrífera se consideraba un material de poca importancia económica. Sin embargo, debido a que la minería era segura y el trabajo se realizaba al aire libre, se practicaba por los agricultores locales para complementar sus ingresos siempre que estuviera disponible. En el siglo XIX la tonelada de arena ferrífera se vendía por el valor equivalente a 100 euros (calculado en 2016).
Sin embargo actualmente la arena ferrífera se extrae a lo largo de la costa sureste de China para la elaboración de acero. La composición típica de este tipo de arena ferrífera es 48.88 % de hierro, 25.84 % de sílice, 0.232 % de fósforo y 0.052 % de azufre.

### Indonesia
En Indonesia, la arena ferrífera se puede encontrar sobre todo en la costa sur de la isla de Java, de origen volcánico. 
México
En México, podrás encontrar una playa de arena ferrífera, en la región de la costa, en Oaxaca, existe una playa llamada Ventanilla.  